# Euphorbia jablonskii
Euphorbia jablonskii är en törelväxtart som beskrevs av Victor W. Steinmann. Euphorbia jablonskii ingår i släktet törlar, och familjen törelväxter. Inga underarter finns listade i Catalogue of Life.